# Fibronektin
Fibronektin je vrsta glikoproteina. 
Adhezivan je (M 220-240 000). Nalazi se u bazalnoj lamini, na staničnoj površini, amorfnoj medustaničnoj tvari i u krvnoj plazmi.
Visoke je molekulske mase (~440kDa). Povezuje se s receptorskim bjelančevina koje se protežu sa stanične membrane, zvanim integrini.
Postoji u obliku proteinskog dimera, sastavljenog od dva istovjetna monomera koje povezuje par disulfidnih veza.
Ima specifična vezna mjesta za sastavne djelove izvanmatične matrice kao što su kolagen, proteoglikan (heparan sulfat, npr. sindekan), fibrin, fibrinogen, bakterije i DNK odnosno za stanice, kolagen i glikozaminoglikane na veznim mjestima duž molekule.
Zbog ovih raznolikih veznih mjesta može djelovati kao integrirajući protein u izvanstaničnoj matrici. Vrlo je bitan u ranim stadijima zacjeljivanja rane zato što ukriženo povezuje, prije nego što fibroblasti počnu odlagati kolagen.
Fibronektin se tad vezuje za stanične pločice tijekom zgrušavanja krvi i facilitiranju kretanja stanica ka pogođenom području dok rana zarasta.
Uloga mu je omogućiti prianjanje i kretanje stanica na podlozi. Fibronektin povezuje stanice s kolagenskim vlaknima u izvanstaničnoj matrici, dopuštajući stanicama kretati se kroz matricu. Vezuje kolagen s integrinima sa stanične površine, čime uzrokuje reorganiziranje staničnog kostura na facilitiranje staničnog kretanja. Igra važnu ulogu u staničnoj adheziji, staničnom rastu, staničnoj migraciji i staničnoj diferencijaciji i važna je u procesima zarastanja rana i razvitka embrija. Izmijenjeno fibronektinsko iskazivanje, degradacija i organizacija povezuje se s mnoštvom patoloških pojava, poput raka i fibroze.
Fibronektine izlučuju stanice u nesavinutom, neaktivnom obliku. Sintetiziraju ga fibroblasti i neke epitelne stanice. U malignim stanicama sinteza fibronektina je manjkava. 
Fibronektin proizvodi jedan jedini gen, ali alternativno izrezivanje (alternativni splicing) njegove pre-mRNK vodi ka stvaranju nekolicine izoforma. 
Nastaje vezanjem razgranjenih ugljikohidrata na bjelančevinsku osnovu, a prevladava bjelančevinski dio. Multiadhezivni glikoproteini slični fibronektinu su laminin i hondornektin.
Vezivanjem za integrine odmotava fibronektinske molekule, dopuštajući im formirati dimere tako da mogu ispravno funkcionirati. 
U kralježnjaka su dvije vrste fibronektina:
- topivi u plazmi (nekad zvan "hladno-netopivi globulin", Clg), glavna bjelančevinska sastavnica krvne plazme (300 μg/ml), proizvode ga hepatociti u jetrima
- netopivi stanični fibronektin, glavna sastavnica izvanstanične matcie. Izlučuju ga razne stanice, prije svega fibroblasti, kao otopivi bjelančevinski dimer, potom asembliran u neotopivu matricu u složenom procesu u stanici.